# لاله یوسفووا
لاله یوسفووا (به ترکی آذربایجانی: Lalə Yusifova) ژیمناست زادهٔ ۱۶ اکتبر ۱۹۹۶ میلادی اهل کشور جمهوری آذربایجان است.